# Teodor Leonard Młynarski
Teodor Leonard Młynarski (ur. 3 listopada 1906 w Krasocinie, zm. 29 maja 1978) – nauczyciel, poeta, publicysta.
Ukończył studia polonistyczne na Uniwersytecie Warszawskim. W 1932 osiedlił się w Ciechanowie. Był nauczycielem języka polskiego, po 1945 organizatorem i dyrektorem szkół średnich. W latach 1956–1957 był redaktorem naczelnym „Głosu Ciechanowa”, w grudniu 1956 powołał do życia kwartalnik Pięć Rzek i był jego redaktorem naczelnym do chwili zamknięcia (1968).
Wydał tomiki poezji: Nad Łydynią (1961), Mazowsze (1965), Fraszki parzyste (1966). Pisał dramaty (Hanna z Ciechanowa, Guwernantki), założył teatr amatorski. Był współzałożycielem Towarzystwa Miłośników Ziemi Ciechanowskiej. W 1959 otrzymał nagrodę Naszej Księgarni, w 1962 został laureatem wojewódzkiej nagrody kulturalnej. Jego imię nosi jedna z ulic Ciechanowa.